# Antilhas Neerlandesas nos Jogos Olímpicos de Verão de 2000
As Antilhas Neerlandesas participaram dos Jogos Olímpicos de Verão de 2000 em Sydney, Austrália.